# Solenopsis crivellarii
Solenopsis crivellarii é uma espécie de formiga do gênero Solenopsis, pertencente à subfamília Myrmicinae.